# Division 1 2006-2007 (calcio a 5)
La Division 1 2006-2007 è stata la 16ª edizione della massima serie del campionato belga di calcio a 5. Organizzata dalla URBSFA/KBVB, la stagione regolare è iniziata l'8 settembre 2006 e si è conclusa il 4 maggio 2007, prolungandosi fino al 25 maggio con la disputa dei play-off. La competizione è stata vinta per la prima volta dal Forcom Anversa.

## Stagione regolare

### Classifica
|                   | Pos. | Squadra            | Pt | G  | V  | N | P  | GF  | GS  | DR  |
| ----------------- | ---- | ------------------ | -- | -- | -- | - | -- | --- | --- | --- |
|                   | 1.   | Action 21          | 58 | 24 | 19 | 1 | 4  | 119 | 48  | +71 |
| Belgio (bandiera) | 2.   | Forcom Anversa     | 54 | 24 | 18 | 0 | 6  | 123 | 62  | +61 |
|                   | 3.   | Brussels Utd       | 54 | 24 | 17 | 3 | 4  | 132 | 73  | +59 |
|                   | 4.   | MB Morlanwelz      | 49 | 24 | 16 | 1 | 7  | 140 | 75  | +65 |
|                   | 5.   | Hasselt            | 40 | 24 | 12 | 4 | 8  | 99  | 72  | +27 |
|                   | 6.   | Lommel             | 38 | 24 | 12 | 2 | 10 | 82  | 91  | -9  |
|                   | 7.   | ONU Seraing        | 28 | 24 | 8  | 4 | 12 | 82  | 113 | -31 |
|                   | 8.   | Carolo             | 28 | 24 | 8  | 4 | 12 | 80  | 83  | -3  |
|                   | 9.   | Borgerhout         | 27 | 24 | 8  | 3 | 13 | 63  | 85  | -22 |
|                   | 10.  | Edegem             | 26 | 24 | 8  | 2 | 14 | 58  | 98  | -40 |
|                   | 11.  | Houthalen-Genk     | 26 | 24 | 8  | 2 | 14 | 71  | 107 | -36 |
|                   | 12.  | Junkie's Frameries | 17 | 24 | 5  | 2 | 17 | 67  | 121 | -54 |
|                   | 13.  | Wezel              | 8  | 24 | 2  | 2 | 20 | 47  | 138 | -91 |
|                   | −    | GDL Châtelet       | −  | −  | −  | − | −  | −   | −   | −   |

### Verdetti
- Forcom Anversa campione del Belgio 2006-07 e qualificato alla Coppa UEFA.
- Wezel retrocesso in Division 2 2007-08.
- GDL Châtelet ritirato alla 13ª giornata; le gare disputate in precedenza dalla società non sono state considerate valide ai fini della classifica[3].
- fusione tra Forcom Anversa e Borgerhout[4]; Brussels United non iscritto alla Division 1 2007-08.

## Play-off

### Semifinali

#### Andata
| Morlanwelz 16 maggio 2007, ore 21:15 CEST                            | MB Morlanwelz | 3 – 3 (1-2) referto         | Action 21 |  |
| Betinho 18’ , 36’ Leonardo 26’ Marcatori 10’ Zico 13’ Rosa 29’ Fossé |               |                             |           |  |
|                                                                      |               |                             |           |  |
| Betinho 18’, 36’ Leonardo 26’                                        | Marcatori     | 10’ Zico 13’ Rosa 29’ Fossé |           |  |

| Bruxelles 16 maggio 2007, ore 21:15 CEST                              | Brussels Utd | 4 – 3 (3-0) referto              | Forcom Anversa |  |
| Diogo 9’ , 16’ , 18’ , 28’ Marcatori 21’ Bachar 23’ Bali 26’ Idlaasri |              |                                  |                |  |
|                                                                       |              |                                  |                |  |
| Diogo 9’, 16’, 18’, 28’                                               | Marcatori    | 21’ Bachar 23’ Bali 26’ Idlaasri |                |  |

#### Ritorno
| Charleroi 18 maggio 2007, ore 21:15 CEST                                                                                 | Action 21 | 6 – 4 (0-0) referto                     | MB Morlanwelz |  |
| Fossé 24’ Chaïbaï 33’ , 39’ , 40’ ( t.l. ) Van Melkebeke 36’ Zico 36’ Marcatori 29’ Falasque 37’ , 39’ Betinho 38’ Jacob |           |                                         |               |  |
| |           |                                         |               |  |
| Fossé 24’ Chaïbaï 33’, 39’, 40’ (t.l.) Van Melkebeke 36’ Zico 36’                                                        | Marcatori | 29’ Falasque 37’, 39’ Betinho 38’ Jacob |               |  |

| Anversa 18 maggio 2007, ore 21:15 CEST                                             | Forcom Anversa | 6 – 0 (4-0) referto | Brussels Utd |  |
| Bali 5’ , 38’ ( t.l. ) Diniz 13’ ( aut. ) Idlaasri 14’ , 19’ Gessner 34’ Marcatori |                |                     |              |  |
|                                                                                    |                |                     |              |  |
| Bali 5’, 38’ (t.l.) Diniz 13’ (aut.) Idlaasri 14’, 19’ Gessner 34’                 | Marcatori      |                     |              |  |

### Finale

#### Andata
| Anversa 23 maggio 2007, ore 21:15 CEST                          | Forcom Anversa | 4 – 1 (1-1) referto | Action 21 |  |
| Idlaasri 3’ , 38’ Bachar 23’ Hulshorst 31’ Marcatori 2’ Chaïbaï |                |                     |           |  |
|                                                                 |                |                     |           |  |
| Idlaasri 3’, 38’ Bachar 23’ Hulshorst 31’                       | Marcatori      | 2’ Chaïbaï          |           |  |

#### Ritorno
| Charleroi 25 maggio 2007, ore 21:15 CEST | Action 21 | 5 – 9 (3-2) referto                                                                                               | Forcom Anversa |  |
| Van Melkebeke 3'45'’ Chaïbaï 8'10'’ , 13'40'’ Pauly 27'50'’ Fossé 33'10'’ Marcatori 4'50'’ , 20'42'’ , 23'55'’ Bali 19'54'’ Gessner 24'40'’ , 35'40'’ , 36'40'’ Idlaasri 25'40'’ Harram 29'50'’ Hulshorst |           | |                |  |
| |           | |                |  |
| Van Melkebeke 3'45'’ Chaïbaï 8'10'’, 13'40'’ Pauly 27'50'’ Fossé 33'10'’ | Marcatori | 4'50'’, 20'42'’, 23'55'’ Bali 19'54'’ Gessner 24'40'’, 35'40'’, 36'40'’ Idlaasri 25'40'’ Harram 29'50'’ Hulshorst |                |  |